# Slangenooghagedis
De slangenooghagedis (Ophisops elegans) is een hagedis uit de familie echte hagedissen (Lacertidae).

## Naam en indeling
De soort werd voor het eerst wetenschappelijk beschreven door Édouard Ménétries in 1832. Vroeger werd deze soort tot het geslacht Lacerta gerekend. Op grond van enkele grote anatomische verschillen met de halsbandhagedissen (Lacerta) werd de slangenooghagedis bij het geslacht van de slangooghagedissen (Ophisops) ingedeeld, waarvan deze soort ook de naamgever is.

### Ondersoorten
Er worden tegenwoordig negen ondersoorten erkend, die verschillen in uiterlijk en verspreidingsgebied. De ondersoort Ophisops elegans budakibarani werd voor het eerst in 2017 beschreven en wordt in veel literatuur nog niet vermeld.
| Naam                              | Auteur                                | Verspreidingsgebied                  |
| --------------------------------- | ------------------------------------- | ------------------------------------ |
| Ophisops elegans basoglui         | Baran & Budak, 1978                   | Turkije                              |
| Ophisops elegans blanfordi        | Schmidt, 1939                         | Mesopotamië                          |
| Ophisops elegans budakibarani     | Tok, Afsar, Yakin, Ayaz & Çiçek, 2017 | Turkije                              |
| Ophisops elegans centralanatoliae | Bodenheimer, 1944                     | Griekenland, Turkije                 |
| Ophisops elegans ehrenbergii      | Wiegmann, 1835                        | Griekenland, Turkije                 |
| Ophisops elegans elegans          | Ménétriés, 1832                       | De rest van het verspreidingsgebied. |
| Ophisops elegans macrodactylus    | Berthold, 1840                        | Griekenland, Turkije                 |
| Ophisops elegans persicus         | Boulenger, 1918                       | ?                                    |
| Ophisops elegans schlueteri       | Boettger, 1880                        | Cyprus                               |

## Uiterlijke kenmerken

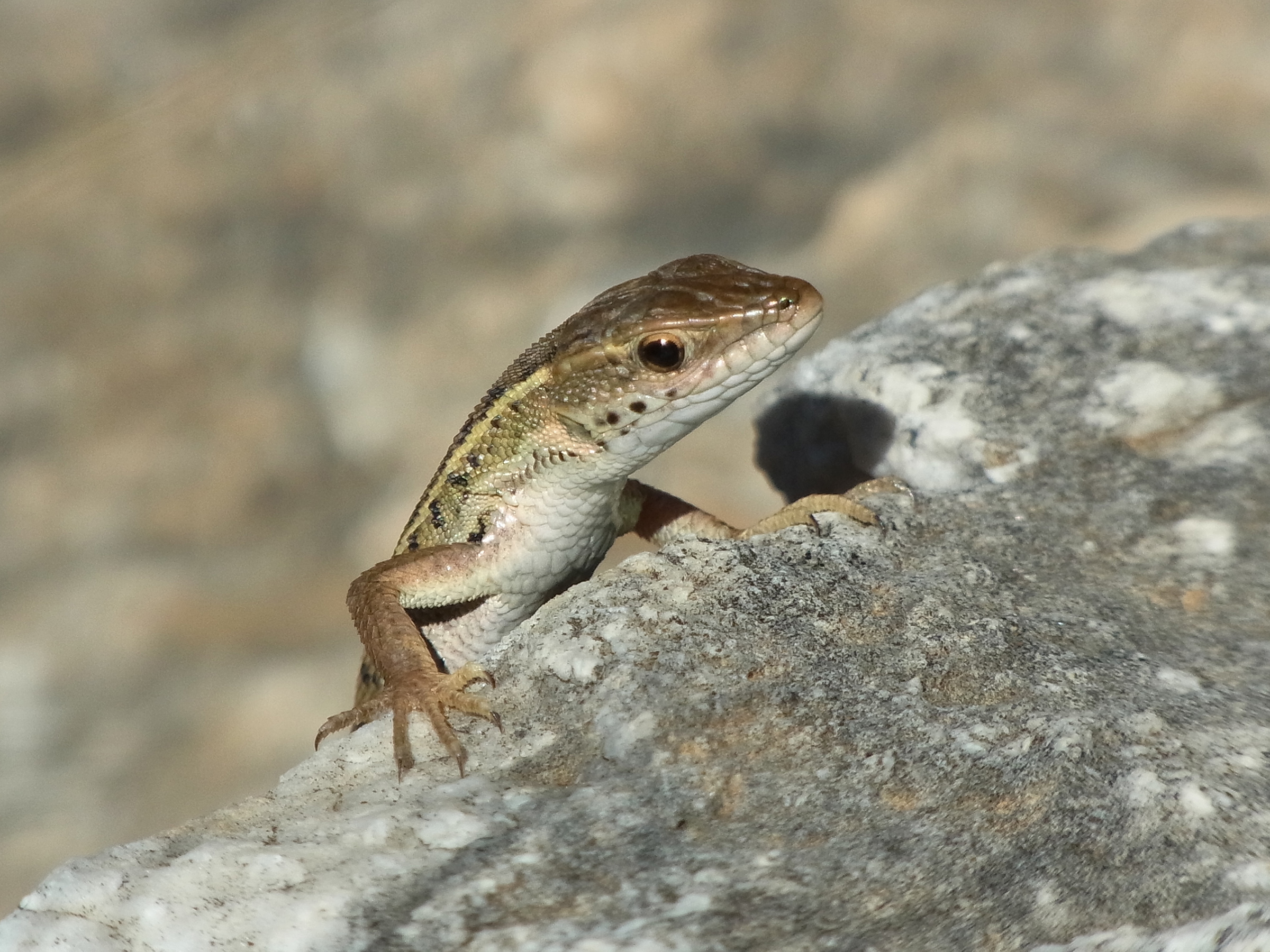
Detail van de kop

Het onderste ooglid is transparant geworden en met het bovenste ooglid vergroeid wat doet denken aan een permanente bril. Net zoals een slang kan deze hagedis de oogleden niet openen. De slangenooghagedis kan zijn ogen deels bedekken door de wenkbrauw omlaag te trekken. In tegenstelling tot de slangen zijn kunnen de ogen zo toch worden beschermd bij gevaar. Het doet enigszins denken aan de brilhagedis (Scelarcis perspicillata), maar deze laatste soort heeft 'normale', beweeglijke oogleden waar echter een doorzichtig venster in zit.
De slangenooghagedis heeft een witte buik, bruine flank en aan weerszijden van de bovenkant van de rug en in het midden van de flank een lengtestreep tot aan de staartbasis. Tussen de twee rugstrepen zijn vaak twee rijen donkerbruine tot zwarte vlekjes aanwezig, onder de flankstreep een enkele rij. De mannetjes krijgen in de paartijd soms blauwe vlekjes op de flank of een groene marmertekening op de rug. De juvenielen zijn duidelijk in de lengte gestreept.

## Levenswijze
De slangenooghagedis is een bodembewonende soort die ook goed kan klimmen. Bij gevaar vlucht de hagedis met een zigzagbeweging om aan predatoren zoals roofvogels en slangen te ontkomen. Als de hagedis wordt achtervolgd schiet het dier niet in een hol maar zoekt juist een uitkijkpost op en probeert de aanvaller te lokaliseren. Hierbij richt de hagedis zich op de achterpoten met behulp van de staart. Ook kan het dier op de achterpoten wegrennen.
De hagedis jaagt op insecten of andere kleine ongewervelden. De slangenooghagedis komt relatief vroeg in het jaar tevoorschijn uit het winterkwartier. De vrouwtjes zetten twee of drie keer per jaar vier tot vijf eieren af, die in de bodem worden afgezet.

## Verspreiding en habitat

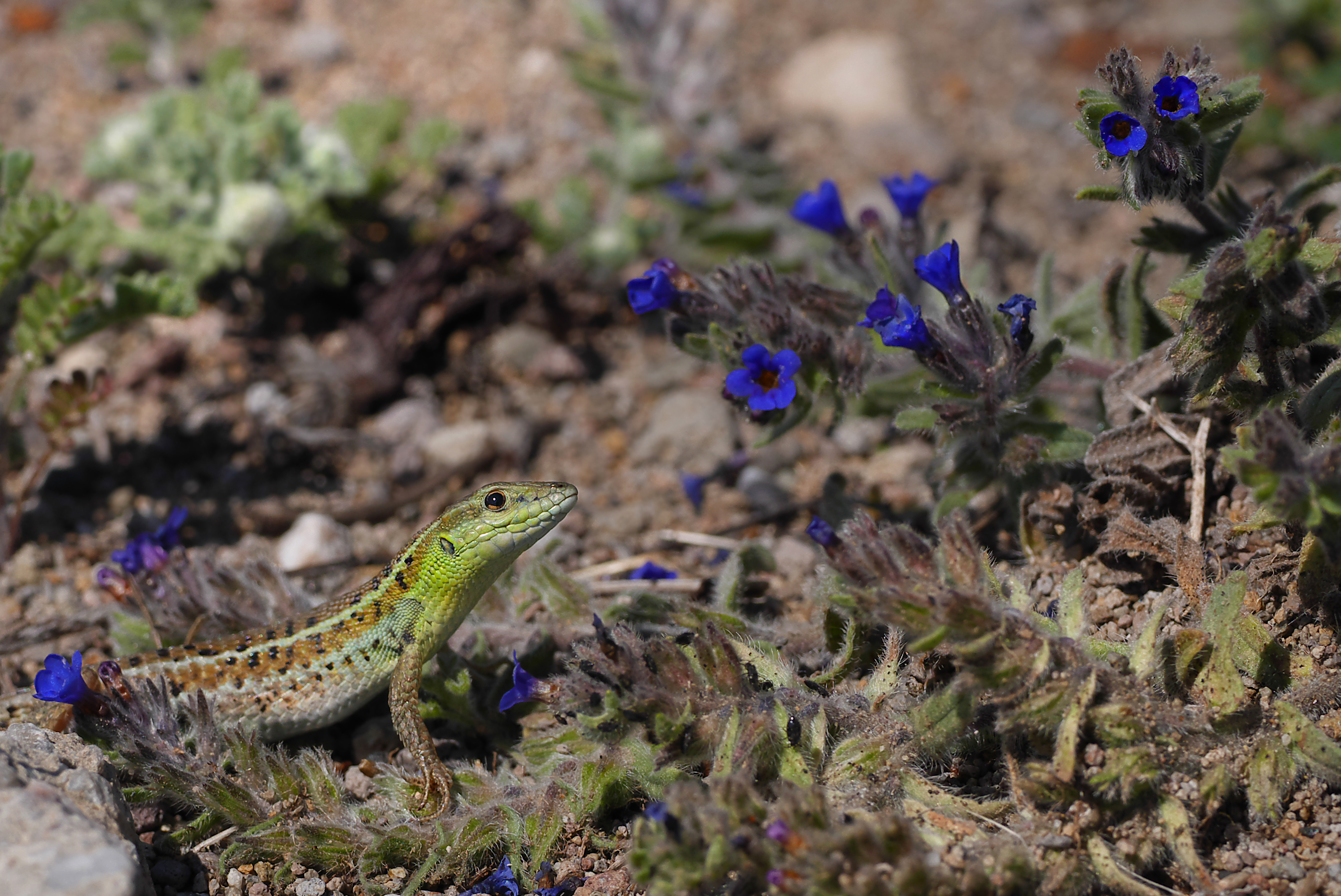
De habitat bestaat uit drogere, niet te dicht begroeide gebieden.

Het verspreidingsgebied beslaat de zuidelijke Balkan, in het grensgebied tussen Turkije en Griekenland (Thrace), zuidelijk Bulgarije en de Thasos en Aegische eilanden. tot in delen van het Midden-Oosten en westelijk Azië. De slangenooghagedis leeft in de landen Algerije, Armenië, Azerbeidzjan, Bulgarije, Cyprus, Egypte, Georgië, Griekenland, Irak, Iran, Israël, Jordanië, Libanon, Rusland, Syrië en Turkije. De slangenooghagedis is de enige van de negen soorten uit het geslacht Ophisops die tot in Europa voorkomt.
De habitat bestaat uit droge oogstvelden, graslanden en vlakten, ook in wijngaarden kan de hagedis worden aangetroffen.

### Beschermingsstatus
Door de internationale natuurbeschermingsorganisatie IUCN is de beschermingsstatus 'veilig' toegewezen (Least Concern of LC).